# (73703) Billings
(73703) Billings (1991 TL15) – planetoida z grupy pasa głównego asteroid okrążająca Słońce w ciągu 5,41 lat w średniej odległości 3,08 j.a. Odkryta 6 października 1991 roku.